# مرسدس-بنز کلاس-سی‌ال‌اس (دبلیو۲۱۹)

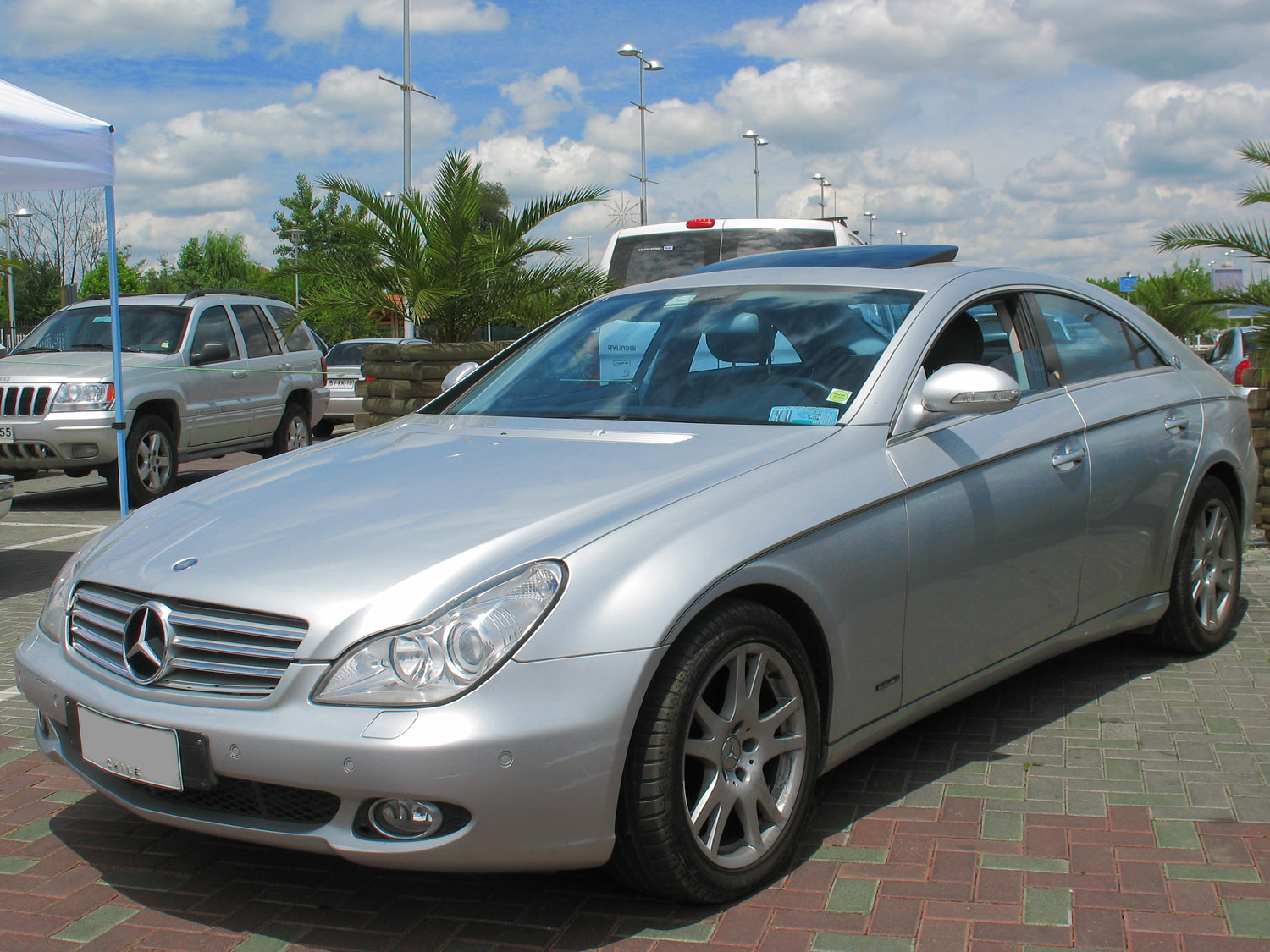

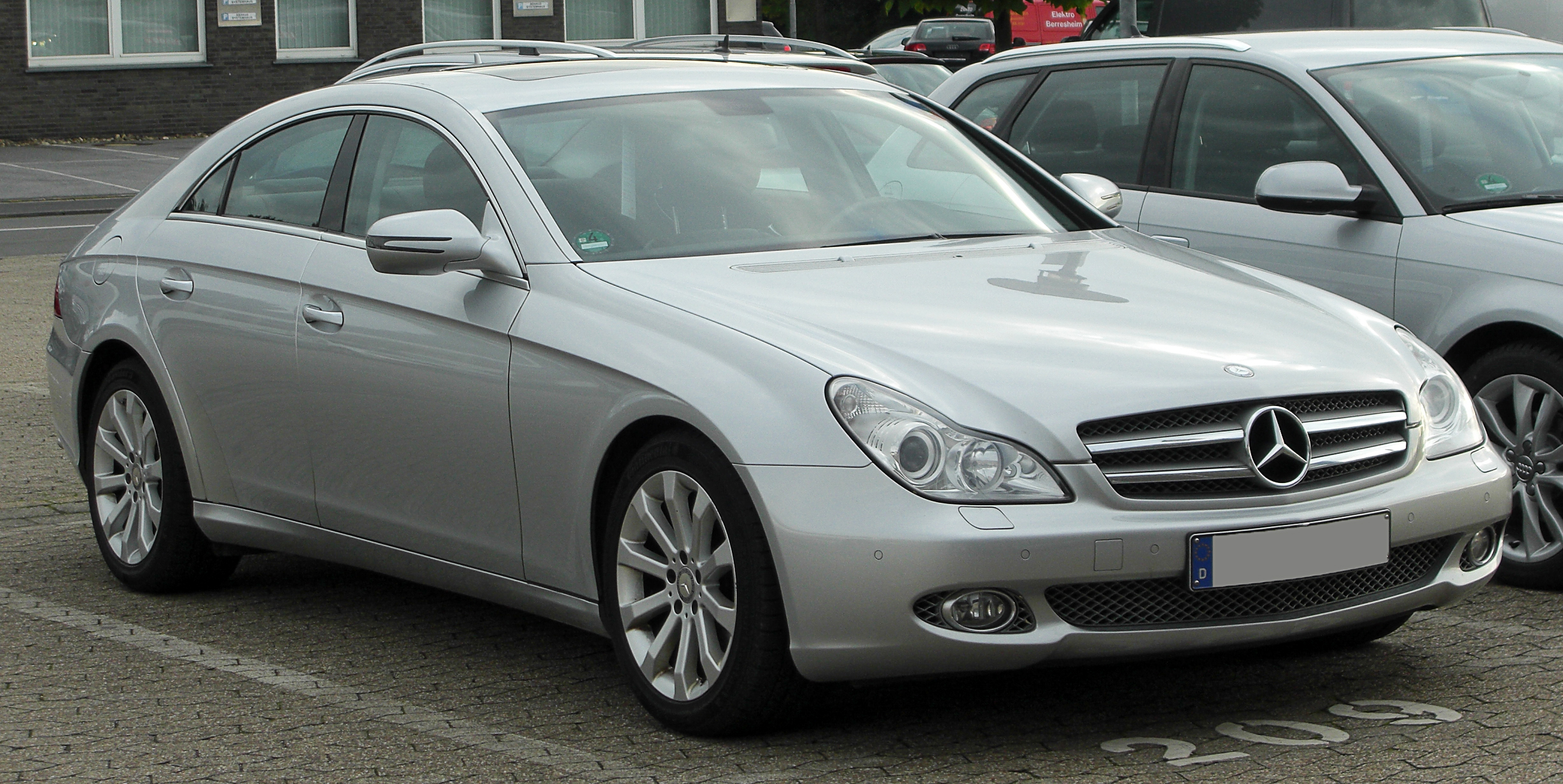

مرسدس بنز دبلیو۲۱۹ (Mercedes-Benz W219) خودرویی از سری مرسدس-بنز کلاس-سی‌ال‌اس است که از سال ۲۰۰۴–۲۰۱۰ در آلمان و مکزیک تولید شده‌است. طراحی آن خودروهای موتور جلو-محور عقب بوده طول آن در حالت طبیعی ۴٬۹۱۰ میلیمتر (۱۹۳٫۳ اینچ) و عرض آن در حالت طبیعی ۱٬۸۷۳ میلیمتر (۷۳٫۷ اینچ) و ارتفاع آن در حالت طبیعی ۱٬۳۸۹ میلیمتر (۵۴٫۷ اینچ) است. سیستم جعبه‌دندهٔ آن ۷ دنده به صورت خودکار است.
این خودرو یک سدان بزرگ/فست بک مجلل ساخته شده بر روی پلتفرم دبلیو۲۱۱ سری ئی است که در سایت‌های مرسدس بنز در شهر زیندلفینگن آلمان و سانتیاگو تیانگوایستنکو مکزیک از سال ۲۰۰۴ تاکنون تولید می‌شود. این خودرو در اوایل ورود به خیابانها با طراحی ظاهری عجیب وغیر عادیش نظرها را به سوی خود جلب می‌کرد اما پس از چند سال چشمها به دیدنش عادت کرده‌اند. کابین سی‌ال‌اس نسل اول از زیباترین و شکیل ترین ساخته‌های مرسدس به شمار می‌رود. از اواخر سال ۲۰۱۰ تولید این خودرو متوقف و نسل جدید سی‌ال‌اس در بازارهای جهانی عرضه شد.

## مشخصات مدل‌ها
|                               | موتور                              | قدرت                       | گشتاور                       | ۰–۱۰۰ کیلومتر بر ساعت (۰–۶۲ مایل بر ساعت) | بالاترین سرعت                          |
| ----------------------------- | ---------------------------------- | -------------------------- | ---------------------------- | ----------------------------------------- | -------------------------------------- |
| سی‌ال‌اس ۳۲۰ سی‌دی‌آی             | ۳٫۰ لیتر دیزل وی۶                  | ۲۲۴ اسب بخار (۱۶۷ کیلووات) | ۵۱۰ نیوتن متر (۳۷۶ پوند-فوت) | ۷٫۰ ثانیه                                 | ۲۵۰ کیلومتر بر ساعت (۱۵۵ مایل بر ساعت) |
| سی‌ال‌اس ۳۵۰                    | ۳٫۵ لیتر ام۲۷۲ وی۶                 | ۲۷۲ اسب بخار (۲۰۳ کیلووات) | ۳۵۰ نیوتن متر (۲۵۸ پوند-فوت) | ۷٫۰ ثانیه                                 | ۲۵۰ کیلومتر بر ساعت (۱۵۵ مایل بر ساعت) |
| سی‌ال‌اس ۳۵۰ سی‌جی‌آی             | ۳٫۵ لیتر ام۲۷۲ وی۶                 | ۲۹۲ اسب بخار (۲۱۸ کیلووات) | ۳۶۵ نیوتن متر (۲۶۹ پوند-فوت) | ۶٫۷ ثانیه                                 | ۲۵۰ کیلومتر بر ساعت (۱۵۵ مایل بر ساعت) |
| سی‌ال‌اس ۵۰۰ (۲۰۰۶)             | ۵٫۰ لیتر ام۱۱۳ وی۸                 | ۳۰۶ اسب بخار (۲۲۸ کیلووات) | ۴۶۰ نیوتن متر (۳۳۹ پوند-فوت) | ۶٫۰ ثانیه                                 | ۲۵۰ کیلومتر بر ساعت (۱۵۵ مایل بر ساعت) |
| سی‌ال‌اس ۵۵۰ سی‌ال‌اس ۵۰۰ (۲۰۰۷-) | ۵٫۵ لیتر ام۲۷۳ وی۸                 | ۳۸۲ اسب بخار (۲۸۵ کیلووات) | ۵۳۰ نیوتن متر (۳۹۱ پوند-فوت) | ۴٫۷ ثانیه                                 | ۲۵۰ کیلومتر بر ساعت (۱۵۵ مایل بر ساعت) |
| سی‌ال‌اس ۵۵ آام‌گ (۲۰۰۶)         | سوپر شارژر ۵٫۵ لیتر آام‌گ ام۱۱۳ وی۸ | ۴۶۹ اسب بخار (۳۵۰ کیلووات) | ۶۹۹ نیوتن متر (۵۱۶ پوند-فوت) | ۴٫۲ ثانیه                                 | ۲۵۰ کیلومتر بر ساعت (۱۵۵ مایل بر ساعت) |
| سی‌ال‌اس ۶۳ آام‌گ                | ۶٫۲ لیتر آام‌گ ام۱۵۶ وی۸            | ۵۰۷ اسب بخار (۳۷۸ کیلووات) | ۳۶۰ نیوتن متر (۲۶۶ پوند-فوت) | ۴٫۱ ثانیه                                 | ۲۵۰ کیلومتر بر ساعت (۱۵۵ مایل بر ساعت) |